# Furcula wileyi
Furcula wileyi är en fjärilsart som beskrevs av Dyar 1922. Furcula wileyi ingår i släktet Furcula och familjen tandspinnare. Inga underarter finns listade i Catalogue of Life.